# Ismene × deflexa
Hybride
Parent  A  de l'hybridation 
  Ismene longipetala 
×

Parent  B  de l'hybridation 
  Ismene narcissiflora 
Synonymes
- Hymenocallis × deflexa  (Herb.) Baker (1888)
- Hymenocallis × festalis (Worsley) Schmarse (1933)
- Ismene × festalis  Worsley (1905) [1].

Ismene × deflexa est une espèce de plante à fleurs hybride de la famille des Amaryllidacées . Cette espèce a été décrite pour la première fois par le botaniste britannique William Herbert  en 1839 ,.
Cet hybride a comme parents  Ismene longipetala × Ismene narcissiflora.

## Images

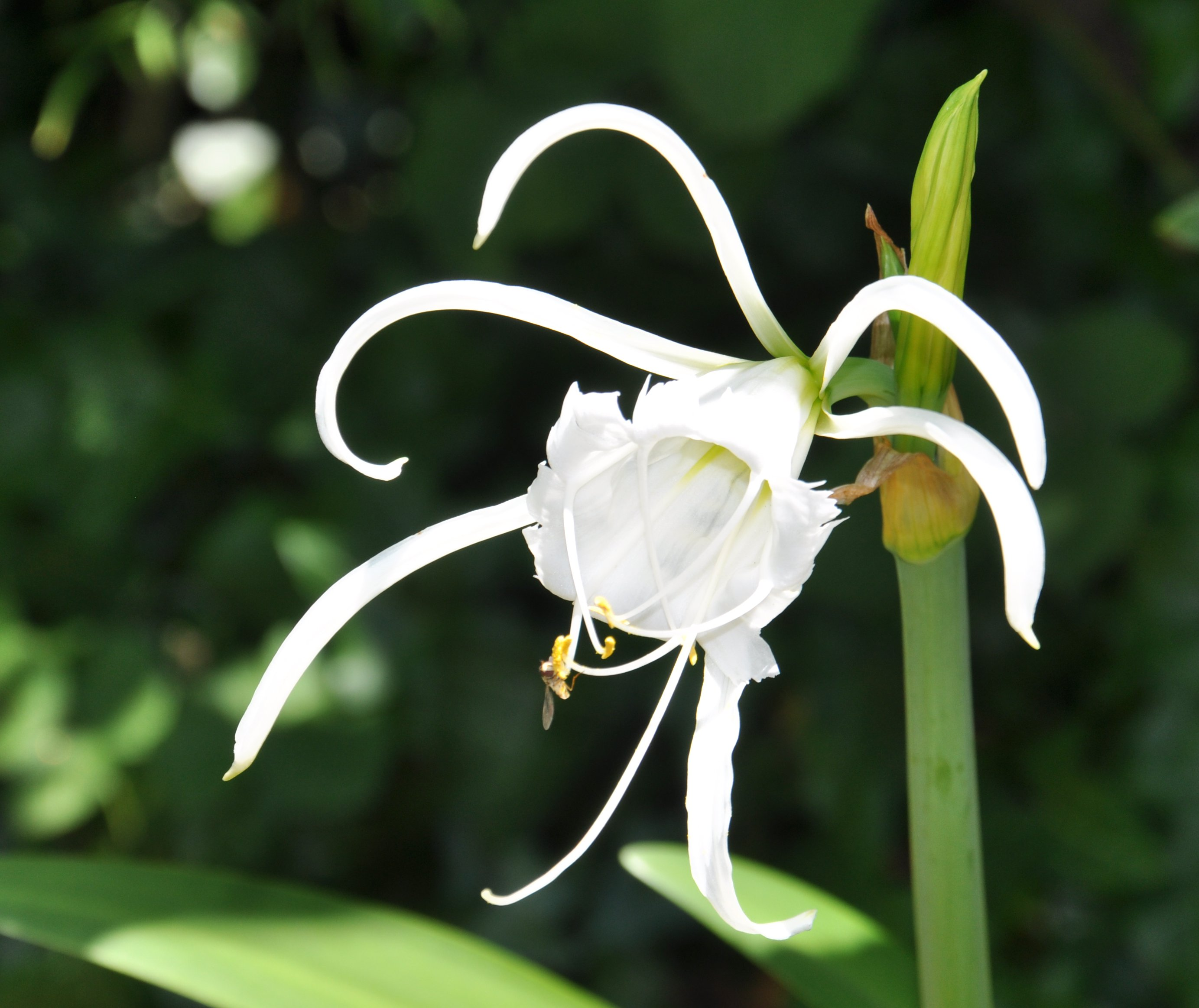
floraison Ismene × deflexa

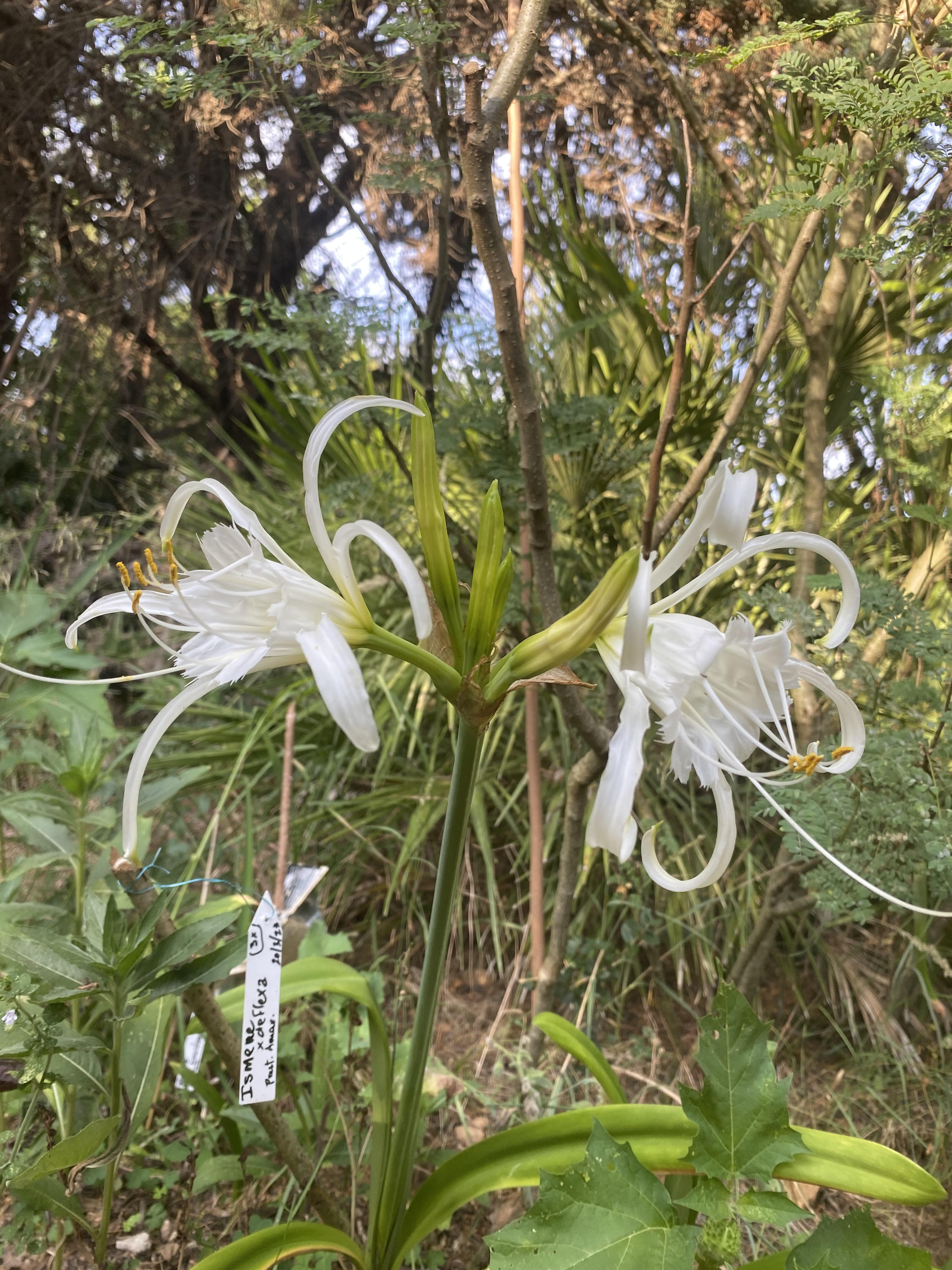
floraison de l'hybride - Ismene × deflexa - a Beauvoisin (Gard) le 23 juin 2023

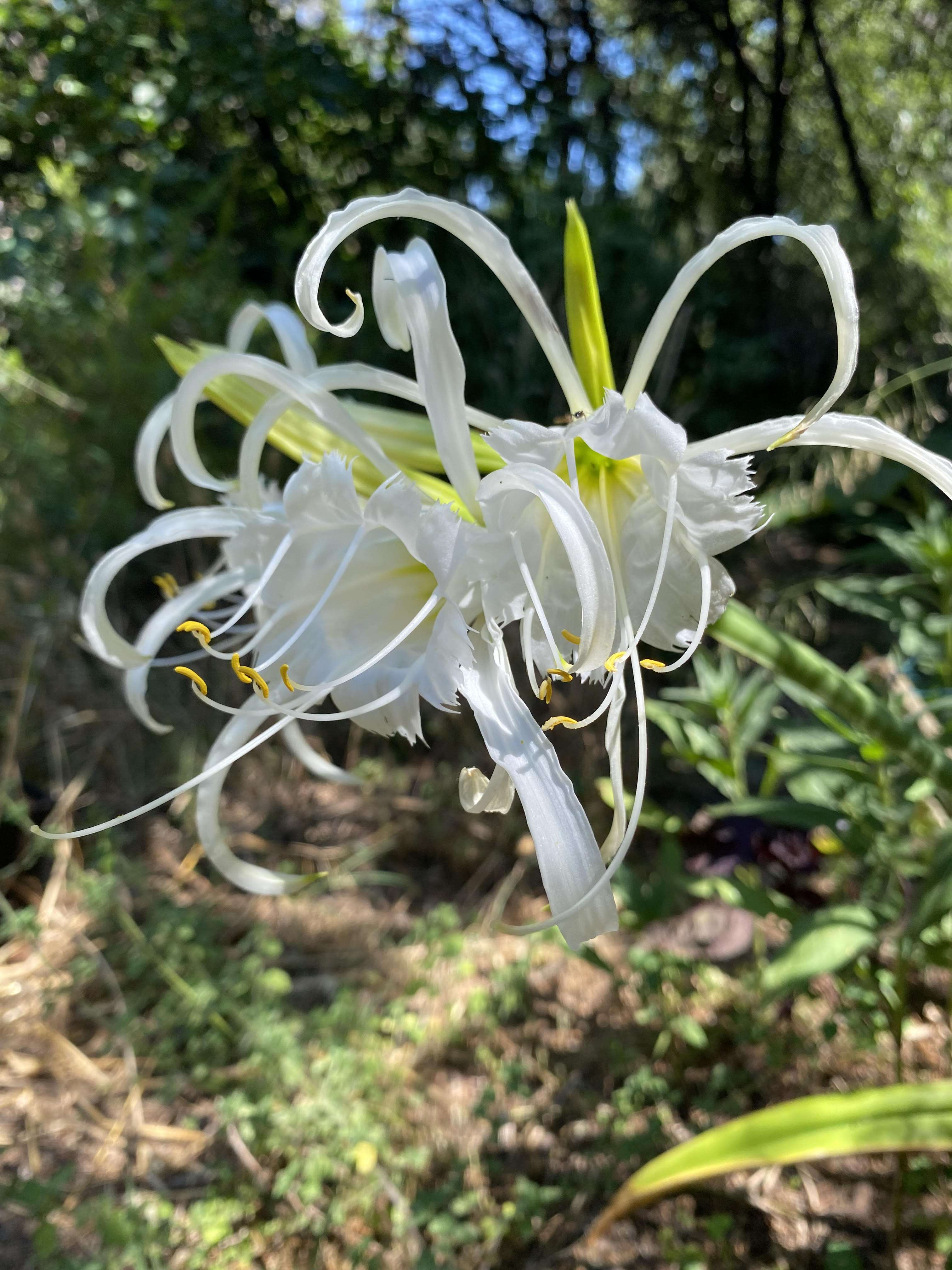
Hybride - Ismene × deflexa

## Note
1. 1 2 3  (en) POWO :  Ismene × deflexa   Herb. (consulté le 24 juin 2023)
2. ↑  The Plant List, « Ismene × deflexa », 2010 (consulté le 7 juin 2013)

- (vi) Cet article est partiellement ou en totalité issu de l’article de Wikipédia en vietnamien intitulé « Ismene × deflexa » (voir la liste des auteurs).

### voir aussi
- Ismene longipetala
- Ismene narcissiflora